# Joan de Borgonya (1231-1268)
|  | No s'ha de confondre amb Joan de Borgonya, pintor, conegut com a Mestre de Sant Feliu. |

Joan de Borgonya (1231 - 29 setembre de 1268) va ser comte del Charolais i senyor de Borbó per casament. Era fill d'Hug IV de Borgonya, duc de Borgonya i Violant de Dreux.
Es va casar al 1248 Agnès de Borbó-Dampierre, senyora de Borbó, filla d'Arquimbald IX de Borbó i Iolanda de Châtillon, comtessa de Nevers. D'aquest matrimoni va néixer una noia:
- Beatriu de Borgonya, senyora de Borbó, casada amb Robert de Clermont, comte de Clermont-en-Beauvaisis, fill del rei Lluís IX de França.